# Germain Caron
Pour les articles homonymes, voir Caron.
Germain Caron, né le 12 mars 1910 à Saint-Antoine-de-la-Rivière-du-Loup et mort le 14 février 1966 à Montréal, est un homme politique québécois.

## Biographie
Il était le député unioniste de Maskinongé de 1944 à 1966.